# Lui è Pony
Lui è Pony (It's Pony) è una serie televisiva animazione britannica creata da Ant Blades, iniziata il 18 gennaio 2020 su Nickelodeon. Il 9 luglio 2020, la serie è stata rinnovata per una seconda e ultima stagione.

## Trama
Annie è una bambina che vive con la sua famiglia e con i suoi amici animali e ha un amico Pony che assieme a lui vive ogni giorno delle meravigliose e esilaranti avventure.

## Episodi
| Stagione         | Episodi | Prima TV originale | Prima TV Italia |
| ---------------- | ------- | ------------------ | --------------- |
| Prima stagione   | 24      | 2020               | 2020            |
| Seconda stagione | 22      | 2021-2022          | 2021-2022       |

## Personaggi e doppiatori

### Personaggi principali
- Annie, voce originale di Jessica DiCicco, italiana di Roisin Nicosia.
- Pony, voce originale di Josh Zuckerman, italiana di Emiliano Reggente.
- Papà, voce originale di Abe Benrubi, italiana di Massimo De Ambrosis.
- Mamma, voce originale di India de Beaufort, italiana di Eleonora De Angelis.

### Personaggi ricorrenti
- Brian, voce originale di Bobby Moynihan, italiana di Lorenzo Crisci.